# Amastus alba
Amastus alba är en fjärilsart som beskrevs av Druce 1884. Amastus alba ingår i släktet Amastus och familjen björnspinnare. Inga underarter finns listade i Catalogue of Life.